# 扫描全能王
扫描全能王（CamScanner）是由上海合合信息股份有限公司於2011年发布的中国移动应用程序，該应用程序功能類似图像扫描仪，用户使用手機上的摄像头拍照後，扫描全能王能將照片轉為PDF並分享給其他人。同時該應用在拍攝名片後能將名片上的信息導入到手機通訊錄中。

## 历史
2019年8月27日，俄罗斯网络安全公司卡巴斯基實驗室发现，扫描全能王的安卓应用內一个包含木马Dropper的广告库，黑客可以控制设备。在卡巴斯基报告這一狀況後，谷歌中国将该应用從Google Play下架。後來該應用删除了广告库並重新在google play上上架。
2020年6月，印度政府以数据和隐私问题为由，下令在全國範圍內禁止使用CamScanner和其他58個中國应用程序。美国总统唐納·川普于2021年1月5日签署了一项行政命令，禁止美國公司与CamScanner和其他一些中国企業進行交易，该命令定于签署后45天生效  。

## 外部鏈接
- 官方网站